# Give Us a Wink
Give Us a Wink är det brittiska rockbandet Sweets fjärde studioalbum, utgivet den 16 februari 1976. Detta var det första albumet bandet producerade själva. Tre singlar gavs ut: "Action", "The Lies in Your Eyes" samt "4th of July" (endast i Australien).

## Låtlista
Alla låtar är skrivna och komponerade av Andy Scott, Brian Connolly, Mick Tucker och Steve Priest. 
| 1. | "The Lies in Your Eyes" | 3:47 |
| 2. | "Cockroach"             | 3:47 |
| 3. | "Keep It In"            | 5:00 |
| 4. | "4th of July"           | 4:22 |

| 1. | "Action"           | 3:44 |
| 2. | "Yesterday's Rain" | 5:16 |
| 3. | "White Mice"       | 5:00 |
| 4. | "Healer"           | 7:18 |

## Medverkande
- Brian Connolly – sång
- Steve Priest – bas, sång, cello
- Mick Tucker – trummor, slagverk, sång, gong, cello
- Andy Scott – gitarr, sång, cello, synth

### Övriga medverkande
- Trevor Griffin – piano ("4th of July")

## Listplaceringar
| Plac. | Land       |
| ----- | ---------- |
| 3     | Sverige    |
| 15    | Norge      |
| 17    | Australien |
| 27    | USA        |